# 中原有象
中原 有象（なかはら の ありかた）は、平安時代中期の儒学者・貴族。美濃介・十市春宗の子。官位は従四位下・治部卿。
中原氏の氏祖。学問と朝廷の事務方の双方で活躍し、左大臣・藤原在衡とも親しかった。

## 出自
十市氏の出身で、十市春宗の子として、延喜2年（902年）に生まれた。十市氏は十市部（とおちべ）つまり十市県（とおちのあがた、奈良盆地南部）の部民を管掌する氏族だったので、十市部氏とも呼ばれた。そのため、有象もまた、自署は「十市有象」であるにもかかわらず、同時代の史料ではしばしば「十市部有象」とも書かれる。
十市氏は、後代の中原氏の系譜では安寧天皇第三皇子磯城津彦命末裔とされるが、記紀にそのような話はなく、『古事記』で十市氏の祖とされるのは、第8代天皇孝元天皇の外戚である十市県主大目という伝説的人物である。その他にも色々と疑わしい点があることから、太田亮は、十市氏（＝中原氏）を安寧天皇後裔とするのは、後世の中原氏が自氏に箔をつけるために仮冒したのであろうと推測している。
有象以前に十市氏から明経学者が出た例としては、『類聚符宣抄』九に、延長8年（930年）7月24日、従五位下十市部良佐（十市良佐）が助教として天文密奏を行ったことが見える。なお、後世の系図類では、明経学者一族であるだけではなく、父の春宗や、叔父とされる十市良忠（良佐と同一人物とされる）も外記局に務めていた事務方一族でもあったと書かれている。しかし、『外記補任』には春宗や良忠が務めていたという記録はなく、井上幸治は、史料上は否定できるとしている。

## 経歴
朱雀朝の承平元年（931年）明経学生であったが、准得業生可課試宣旨を受ける。兵部少録・直講を経て、天慶5年（942年）権少外記に任ぜられると、天慶6年（943年）少外記、天慶9年（946年）大外記と外記局で昇格してゆき、天慶6年（943年）には故・藤原高子（清和天皇妃）の皇太后復位の儀の際に、外記として事務・書記を行っている。またこの間の天慶8年（945年）には首姓から宿禰姓に改姓した。
天慶9年（946年）4月に村上天皇の即位に伴って従五位下に叙爵されるが、7月には遠江介に遷り外記局を離れる。のち、出雲守と地方官を務めたのち、天徳2年（958年）律令制における儒学者の頂点である明経博士に任ぜられた。応和4年（964年）村上天皇の中宮藤原安子の崩御にあたって、文章博士・菅原文時や明法博士・実憲とともに服喪の際の慣例や規則についての諮問を受けた。安和2年（969年）尚歯会という、七叟（主人を含む7人の高齢の有識者）が高齢を祝う宴席に、大納言・藤原在衡を主人とする七叟の一人として列席している。
円融朝に入ると天禄2年（971年）十市宿禰から中原宿禰に、天延2年（974年）中原宿禰から中原朝臣に改姓した。
卒去の時期は明らかでないが、少なくとも貞元3年（978年）8月6日に内論議に円融天皇が出御したが、博士中原有象らが参上しなかったとされることから、この時点では生存（と朝廷から認識されていた）が確認できる。

## 官歴
- 時期不詳：明経学生
- 承平元年（931年） 12月27日：准得業生[注釈 9]可課試宣旨[15][1]
- 天慶元年（938年） 12月3日：見兵部少録[16][1]
- 時期不詳：直講[17]
- 天慶5年（942年） 12月13日：権少外記[17]
- 天慶6年（943年） 2月27日：少外記[17]
- 天慶8年（945年） 日付不詳：首姓から宿禰姓に改姓[17]
- 天慶9年（946年） 2月7日：大外記[17]。4月28日：従五位下[18][1]。7月17日：遠江介[17][1]
- 天暦2年（948年） 正月：出雲守[17][1]
- 天徳2年（958年） 日付不詳：明経博士[19][1]
- 康保4年（967年） 8月21日：見従五位上行勘解由次官兼明経博士[20][1]
- 安和2年（969年） 8月11日：見従五位上守刑部大輔博士紀伊権守[20][1]。
- 天禄2年（971年） 9月：十市宿禰から中原宿禰に改姓[17]
- 天延2年（974年） 12月[21]：宿禰姓から朝臣姓に改姓[17]
- 時期不詳：従四位下。算博士。斎宮頭。治部卿[22]

## 系譜
注記のないものは『系図纂要』による。
- 父：十市春宗
- 母：不詳
- 生母不詳の子女：
  - 男子：中原義時[23]
  - 男子：中原致時（?-1011）
  - 男子：中原致親
  - 男子：中原師光
  - 男子：中原致明
  - 男子：中原致行